# Konfrontace (umění)
Pod názvem Konfrontace se uskutečnilo několik převážně neoficiálních výstav v době komunistického režimu v 60. letech, roku 1978 a koncem 80. let. Pro přehlednost jsou zmíněny i ostatní výstavy se stejným názvem.

## Úvod
Výstavy nazvané Konfrontace byly příležitostí představit – často jen v některém ateliéru nebo náhradním prostoru – privátní tvorbu zúčastněných výtvarníků. Odehrávaly se obvykle v období politického útlaku a mohly být chápány i jako konfrontace potlačovaného umění s panujícím režimem (Mikrobiologický ústav 1978).
Konfrontace mohou být zároveň považovány za umělecká sdružení, protože se často jednalo o neformální skupiny (Skupina D) nebo první neoficiální vystoupení skupin založených později za příznivějších okolností – Sdružení 12/15 (1978), Tvrdohlaví (1984–1987). Jindy existovalo společenství výtvarníků a teoretiků s příbuzným a vyhraněným výtvarným cítěním (Tvůrčí skupina Konfrontace), které uspořádalo několik výstav Konfrontace (I/1960, II/1960, III/1964), ale oficiální Svaz je odmítl registrovat, nebo se skupina rozpadla aniž by se formálně ustavila (Bratislavské Konfrontácie 1961/62/63).
Dvě výstavy, které se uskutečnily pod jiným názvem, ale byly rovněž neoficiální, významem shodné s ostatními Konfrontacemi a předcházely vzniku skupiny Šmidrové (Malmuzherciáda, 1954, Výstava na jeden den, 1957) jsou zařazeny do přehledu pro úplnost.
Také Konfrontace uspořádané v oficiálních výstavních síních byly obvykle prvním veřejným představením tvorby skupin výtvarníků po období nesvobody (1945, Sedm v říjnu, Skupina 42, 1963 Konfrontace výtvarných skupin v Brně).
Podobný význam při formování společenství výtvarníků měly i výstavy v některých neoficiálních galeriích (80. léta, Galerie Opatov, Galerie H, Kostelec nad Černými lesy) nebo samizdatové publikace jako např. Šedá cihla (Jazzová sekce, 1985).

## Výstavy

### 1945–1959

#### Konfrontace 1 (1941, Salon výtvarného díla)
Václav Boštík, František Gross, František Hudeček

#### Konfrontace 2 (1945, Topičův salon)
Karel Černý, František Gross, Václav Hejna, Bedrich Hoffstädter, František Hudeček, Josef Istler, Ota Janeček, František Jiroudek, Jan Kotík, Bohdan Lacina, Kamil Lhoták, Josef Liesler, Eugen Nevan, Arnošt Paderlík, Zdenek Seydl, Václav Sivko, Zdeněk Sklenář, Jan Smetana, Karel Souček, Václav Zykmund, Ján Želibský

#### 1. Malmuzherciáda (1954, klub Unitářů)
Jan Bedřich, Bedřich Dlouhý, Jan Klusák, Jan Koblasa, Rudolf Komorous, František Mertl, Karel Nepraš, Theodor Pištěk, Ladislav Placatka

#### Výstava na jeden den (1957, Střelecký ostrov)
Bedřich Dlouhý, Jan Koblasa, František Mertl, Karel Nepraš, Jaroslav Vožniak

### 60. léta 20. stol.

#### Konfrontace I (3/1960, ateliér Jiřího Valenty)
Zdeněk Beran, Guido Biasi, Vladimír Boudník, Čestmír Janošek, Jan Koblasa, Antonín Málek, Antonín Tomalík, Jiří Valenta, Aleš Veselý

#### Konfrontace II (10/1960, ateliér Aleše Veselého)
Stanislav Benc, Vladimír Boudník, Čestmír Janošek, Jan Koblasa, Václav Křížek, Karel Kuklík, Antonín Málek, Jiří Putta, Zbyšek Sion, Antonín Tomalík, Jiří Valenta, Aleš Veselý

#### Skupina D (1964, Nová síň)
Jiří Balcar, Vladimír Boudník, Josef Istler, Čestmír Janošek, Jan Koblasa, Mikuláš Medek, Karel Nepraš, Robert Piesen, Zbyněk Sekal, Jiří Valenta, Aleš Veselý

#### Konfrontace III (1965, Alšova síň Umělecké besedy)
Stanislav Benc, Vladimír Boudník, Miloslav Hotový, James Janíček, Čestmír Janošek, Čestmír Krátký, Karel Kuklík, Antonín Málek, Pavel Nešleha, Zbyšek Sion, Antonín Tomalík, Jiří Valenta

#### Bratislavské konfrontácie
Konfrontácia I (1961, krám J. Jankoviče, Bratislava-Petržalka)

Marián Čunderlík, Jozef Jankovič, Juraj Kočiš, Dagmar Kočišová, Pavel Máňka, Eduard Ovčáček, Miloš Urbásek, Dušan Valocký

Konfrontácia II (1962, ateliér A. Rudavského, Bratislava-Podunajské Biskupice)

Marián Čunderlík, Andrea Dobošová, Mira Haberernová, Jozef Jankovič, Juraj Kočiš, Dagmar Kočišová, Pavel Máňka, Anastázia Miertušová, Eduard Ovčáček, Andrej Rudavský, Mária Rudavská, Miloš Urbásek, Dušan Valocký

Konfrontácia III (1963, byt I. Mačáka, Bratislava)

Marián Čunderlík, Jozef Jankovič, Juraj Kočiš, Dagmar Kočišová, Eduard Ovčáček, Miloš Urbásek

Konfrontácia IV (1964, Foyer malej scény ND, Bratislava)

Marián Čunderlík, Rudolf Fila, Mira Haberernová, Jozef Jankovič, Juraj Kočiš, Dagmar Kočišová, Eduard Ovčáček, Miloš Urbásek, Jiří Valenta

Konfrontácia V (1964, Galéria Cypriána Majerníka, Bratislava)

Marián Čunderlík, Rudolf Fila,Mira Haberernová, Jozef Jankovič, Juraj Kočiš, Dagmar Kočišová, Anastázia Miertušová, Eduard Ovčáček, Miloš Urbásek

#### Konfrontace výtvarných skupin – Brno 1957, M-Brno, Parabola, Profil 58 (1963, Dům umění, Brno)
František Bič, Antonín Čalkovský, Čeněk Dobiáš, Vladimír Drápal, Rudolf Fila, Jiří Hadač, Oldřich Hanzl, Robert Hliněnský, Karel Hyliš, Dalibor Chatrný, Jozef Jankovič, Josef Kadula, Slavoj Kovařík, Karel Kryl (sochař), Jánuš Kubíček, Josef Kubíček, Zdeněk Macháček, Bohumír Matal, Jan Maria Najmr, Pavel Navrátil, Miroslav Netík, František Šenk, Antonín Širůček, Miroslav Štolfa, Inez Tuschnerová, Vladislav Vaculka, Oldřich Vašica, Karel Veleba, Emil Weirauch, Václav Zykmund

#### Konfrontace 69 (5/1969, Výstava severočeské grafiky, Muzeum Teplice)
Helena Ambrozová, Jaroslav Bejček, Alexander Beran, Miroslav Josef Černý, František Hora, Miroslav Houra, Milan Janáček, Jaroslav Klápště, Jiří Klein, Jan Koblasa, Vladimír Komárek, Eva Kubínová Volfová, Antonín Lábr, Ladislav Lapáček, Miroslav Matouš, Milena Pilná Talaváňová, Dan Richter, Karel Solařík, Jaroslava Solovjevová, Vladimír Šavel, Milan Šelbický, Josef Šimůnek, Zdeněk Veselý, Karel Vysušil

### 70. a 80. léta 20. stol.

#### Konfrontace I (1970, Galerie Nova, Praha)
Eva Bednářová, Olga Čechová, Hugo Demartini, Karel Malich, Jiří John, Stanislav Kolíbal, Mikuláš Medek, Stanislav Podhrázský, František Ronovský (kurátor Ivan Martin Jirous)

#### Konfrontace (6/1978 Mikrobiologický ústav AV, Praha)
Jiří Beránek, Marie Blabolilová, Václav Bláha, Ivan Bukovský, Kurt Gebauer, Lubomír Janečka, Jarmila Janůjová, Petr Kouba, Hedvika Krejčová, Antonín Kroča, Vladimír Novák, Ivan Ouhel, Petr Paderlík, Petr Pavlík, Bohumil Peroutka, Michael Rittstein, Bronislava Salachnová, Pavel Smolík, Jiří Sozanský, Tomáš Švéda, Eva Tomková

#### Konfrontace I (5/1984, Ateliér Jiřího Davida, Praha)
Jan Antoš, Jan Bačkovský, Pavel Beneš, Richard Bobůrka, Michal Cihlář, Tomáš Císařovský, Jiří David, Stanislav Diviš, Jiří Kornatovský, Marius Kotrba, Martin Mainer, Aleš Najbrt, Petr Nikl, Otto Placht, Jiří Plieštik, Josef Pluhař, Antonín Střížek, Kryštof Trubáček, Petr Vaněček

#### Konfrontace II (10/1984, Krymská 21, Praha)
Jan Antoš, Jan Bačkovský, Pavel Beneš, Ueli Binder, Richard Bobůrka, Michal Cihlář, Tomáš Císařovský, Jiří David, Stanislav Diviš, Niels Eric Gjerdevic, René Hora, Nina Kalinová, Jiří Kornatovský, Marius Kotrba, Michal Machát, Martin Mainer, Jan Merta, Aleš Najbrt, Jaromíra Němcová, Petr Nikl, Otto Placht, Jiří Plieštik, Josef Pluhař, Michal Rajniš, Antonín Střížek, Kateřina Štenclová, Kryštof Trubáček, Petr Vaněček

#### Konfrontace III (5/1985 Dům Magdaleny Rajnišové, Kladno)
Jan Antoš, Jan Bačkovský, Anna Bartusová, Pavel Beneš, Ueli Binder, Richard Bobůrka, Erika Bornová, Michal Cihlář, Tomáš Císařovský, Kateřina Czerpak, Jiří David, Stanislav Diviš, Jiří Kornatovský, Marius Kotrba, Martin Mainer, Jiří Načeradský, Aleš Najbrt, Jaromíra Němcová, Petr Nikl, Rostislav Novák, Miroslav Pesch, Otto Placht, Jiří Plieštik, Josef Pluhař, Magdalena Rajnišová, Petr Sládek, Antonín Střížek, Kateřina Štenclová, Kryštof Trubáček, Petr Vaněček

#### Konfrontace IV (4/1986 Mozartova 7, Praha 5)
Jan Antoš, Jan Bačkovský, Erika Bornová, Michal Bouzek, Michal Cihlář, Tomáš Císařovský, Kateřina Czerpak, Jiří David, Stanislav Diviš, Michal Gabriel, Pavel Humhal, Jiří Kornatovský, Marius Kotrba, Jiří Kovanda, Karel Kovařík, Vlastimil Krčmář, Martin Mainer, Jan Merta, Aleš Najbrt, Jana Němcová, Petr Nikl, Rostislav Novák, Aleš Ogoun, Miroslav Pesch, Otto Placht,Jiří Plieštik, Zbyněk Prokop, Magdalena Rajnišová, Jaroslav Róna, František Skála ml., Vladimír Skrepl, Petr Sládek, Ladislav Sorokáč, Antonín Střížek, Čestmír Suška, Miroslav Šnajdr ml., Kateřina Štenclová, Ladislav Štros, Margita Titlová Ylovsky, Roman Trabura, Kryštof Trubáček, Chrudoš Valoušek, Petr Vaněček.

#### Konfrontace V (10/1986 Statek Milana Periče, Svárov, Kladno)
Jan Ambrůz, Marie Birchler Suchánková,Erika Bornová, Michal Bouzek, Lukáš Bradáček, Tomáš Císařovský, Jiří David, Markéta Davidová, Stanislav Diviš, Jana Durišová, Iveta Dušková, Michael Fidra, Michal Gabriel, Vladimír Kafka, Richard Konvička, Marius Kotrba, Jiří Kovanda, Vlastimil Krčmář, Aleš Najbrt, Martin Němec, Petr Nikl, Rostislav Novák, Petr Otto, Otto Placht, Jiří Plieštik, Petr Pouba, Magdalena Rajnišová, Martina Riedlbauchová, Jaroslav Róna, František Skála ml., Vladimír Skrepl, Petr Sládek, Ladislav Sorokáč, Antonín Střížek, Monika Ševčíková, Kateřina Štenclová, Oldřich Tichý, Jan Vágner, Vít Vejražka, Eva Vejražková

#### Konfrontace VI (5/1987 vnitroblok Špitálská ulice, Praha 10, Vysočany)
Jan Belda, Pavel Beneš, Michal Blažek, Richard Bobůrka, Erika Bornová, Michal Bouzek, Daniel Brunovský, D. Bukovský, David Cajthaml, Tomáš Císařovský, R. Cvrček, Stanislav Černý, Jiří David, Stanislav Diviš, Marie Dočekalová, Iveta Dušková, Roman Havlík, Marek Hlupý, Jaroslav Horálek, Pavel Humhal, Martin John, Jiří Kačer, Vladimír Kafka, Kajda, Viktor Karlík, Petr Kavan, Katarina Kissoczy, Vladimír Kokolia, Ivan Komárek, Richard Konvička, Jiří Kornatovský, Mario Kotrba, Jiří Kovanda, Karel Kovařík, Vlastimil Krčmář, Tereza Kučerová, Zdeněk Lhotský, Petr Lysáček, J. Macek, Martin Mainer, Jan Merta, Martin Mička, Pavel Míka, Stefan Milkov, Jiří Načeradský, Aleš Najbrt, David Němec, Petr Nikl, Rostislav Novák, Aleš Ogoun, Bohuslava Olešová, Alexander Pečev, Milan Perič, Karol Eichler, Jan Pištěk, Otto Placht, Jiří Plieštik, Petr Pouba, Magdalena Rajnišová, Martina Riedlbauchová, Jaroslav Róna, Simona Rybáková, L. Scaeffer, František Skála ml., Vladimír Skrepl, Petr Sládek, Čestmír Suška, Renata Svobodová, J. Škrabka, Iveta Šolcová, Kateřina Štenclová, Roman Ťálský, Laco Teren, Roman Trabura, Kryštof Trubáček, Jan Vágner, Vít Vejražka, Eva Vejražková

### Konfrontace po roce 1989
- 2002 Konfrontace 2002 FAMU, Pražský dům fotografie
- 2005 Konfrontace (přehlídka děl mladých umělců: II. ročník), Brno, Praha, Louny, Opava
- 2006 Konfrontace 4, Polský institut v Praze
- 2006 Konfrontace 5, Polský institut v Praze
- 2006 Konfrontace 6, Polský institut v Praze